# René Char
René Char (ur. 14 czerwca 1907 w L’Isle-sur-la-Sorgue, zm. 19 lutego 1988 w Paryżu) – francuski poeta.
Urodził się w L’Isle-sur-la-Sorgue na Prowansji. Pod koniec lat 20. wyjechał do Paryża. Podczas II wojny światowej uczestniczył we francuskim ruchu oporu (Résistance). Był dowódcą oddziału partyzanckiego we francuskich Alpach.
Jego poezja jest przesiąknięta krajobrazami Prowansji. Wczesna twórczość Chara była związana z ruchem surrealistycznym, od którego jednak później odszedł.

## Tomiki poetyckie
- 1929 – Arsenal
- 1930 – Ralentir Travaux
- 1930 – Artine
- 1934 – Le marteau sans maître
- 1937 – Placard pour un chemin des écoliers
- 1938 – Dehors la nuit est gouvernée
- 1943 – Seuls demeurent
- 1945 – le Poème pulvérisé
- 1945 – Premiéres alluvions
- 1946 – Feuillets d'Hypnos
- 1947 – Le poéme pulvérisé
- 1948 – Fureur et mystère
- 1950 – Les matinaux
- 1951 – A une sérénité crispée
- 1953 – Lettera amorosa
- 1955 – Recherche de la base et du sommet
- 1962 – La parole en archipel
- 1964 – Commune présence
- 1968 – Dans la pluie giboyeuse
- 1971 – Le nu perdu
- 1976 – Aromates chasseurs
- 1977 – Chants de la Balandrane
- 1979 – Fenêtres dormantes et porte sur le toit
- 1985 – Les voisinages de Van Gogh
- 1988 – Éloge d'une soupçonnée